# 鶴舞 (市原市)
鶴舞（つるまい）は、千葉県市原市の南総地区にある大字。郵便番号は290-0512。
明治初期、遠江国浜松藩から領地を移された井上家（鶴舞藩6万石余）によって、新たに藩庁所在地として建設された地区という歴史を有する。

## 地理
かつて「桐木台」「鶴舞台」と呼ばれたように、標高100m前後の台地状の地形であり、上総鶴舞駅のある南西側の池和田との間には40mほどの標高差がある。
鶴舞にはいくつかの飛地がある。小学校や郵便局のある鶴舞の「本体」は、鶴舞交差点を中心としたときに、北東に奥野、東に水沢、南西に田尾、西に池和田と接し、北西で石川と入り組んだ形で（北西に流下する石川川とその支流の崖に沿って）境界を接している。「本体」の西方には、石川、下矢田、江子田などに囲まれて飛地が点在している。鶴舞大蔵屋団地の一部や志代坊堰の周縁、鶴舞交差点から直線距離で約3km離れた千葉県立市原特別支援学校つるまい風の丘分校の敷地も鶴舞の飛地である。

## 歴史

### 地名の由来
「鶴舞」という地名は、鶴が翼を広げたような地形から命名されたという。ただし、もともと「鶴舞谷」という地名があり、これを採って桐木台全体を「鶴舞」（鶴舞台）と命名したという説もある。

### 沿革

#### 近世
江戸時代には市原郡石川村の一部で、桐木原あるいは桐木台と呼ばれる台地上の荒蕪地であった。

#### 近代

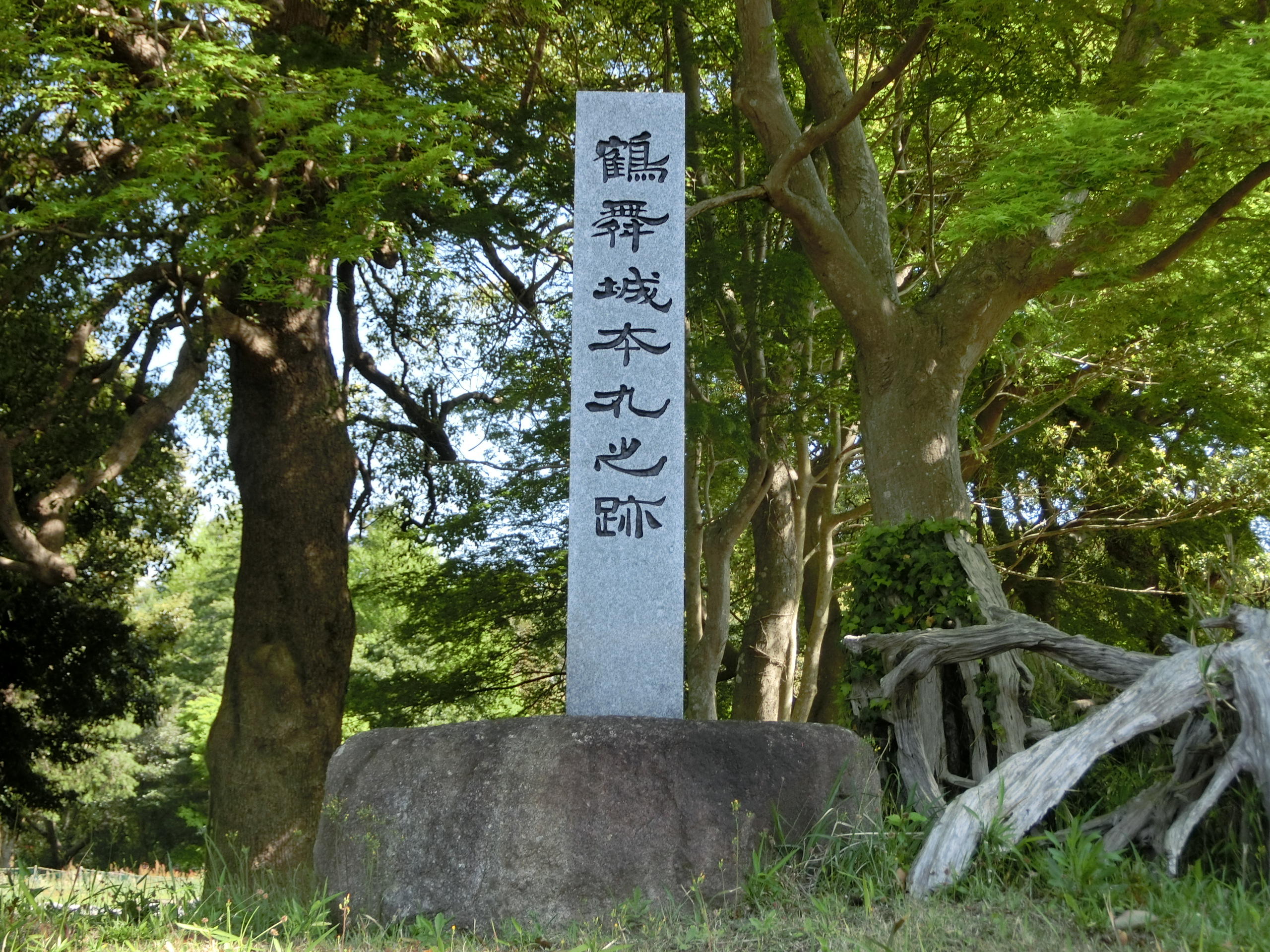
鶴舞城本丸跡の碑

1869年（明治2年）2月、もと浜松藩主であった井上正直（鶴舞藩主）は上総の新領地に到着し、埴生郡長南宿（現在の長生郡長南町長南）に仮藩庁を置いた。しかし、藩士とその家族2000人あまりが移住するにあたり、長南は手狭と見られたようである。藩庁を置き藩士の住居を建設するために注目されたのが荒蕪地の桐木原であった。同年2月12日付で桐木原への庁舎造営願いが聴許されている。1870年（明治3年）4月に藩庁・知事邸や藩士居宅が完成。藩庁は陣屋であったが、井上家は城持大名であったために「鶴舞城」と公称した。こうした成立から鶴舞を「日本最後の城下町」と称することがある。しかし、1871年（明治4年）には、廃藩置県によって鶴舞藩は廃止された。藩庁跡地には小学校（現在の市原市立鶴舞小学校）が建てられた。
鶴舞では「本格的な町作りが行われた」という評があり、1889年（明治22年）の『上総国町村誌』には「村は市街たり」と記されている。『上総国町村誌』によれば人口1732人（1886年（明治19年）時点の調査という）を数え、市原郡役場鶴舞出張所や千葉警察鶴舞分署が置かれていた。
1889年（明治22年）の町村制施行に際し、鶴舞村は周辺の村とともに鶴舞村を発足させ、1891年（明治24年）1月には鶴舞町となった。郡内では郡庁所在地の八幡町に次いで2番目に町制をおこなった町である。1910年（明治44年）には市原郡立市原実科高等女学校（のちに千葉県立市原高等女学校、鶴舞高等学校、鶴舞商業高等学校などと変遷）が置かれた。

#### 現代
1954年（昭和29年）、昭和の大合併に伴い南総町に含まれることになり、1967年（昭和42年）に市原市へ編入された。

#### 年表
- 1870年（明治3年） - 鶴舞城が鶴舞（桐木台）に完成。
- 1871年（明治4年） - 廃藩置県によって鶴舞藩廃藩。
- 1889年（明治22年）4月1日 - 町村制施行により、鶴舞村発足。鶴舞村の一部に。
- 1891年（明治24年） - 鶴舞村が町制施行し、鶴舞町に。鶴舞町の一部に。
- 1954年（昭和29年）11月15日 - 鶴舞町と牛久町・戸田村・内田村・平三村が合併して市原郡南総町が発足。南総町の一部に[16]。
- 1967年（昭和42年）10月1日 - 南総町と加茂村が市原市に吸収合併。市原市南総地区の一部に[16]。

## 世帯数と人口
2017年（平成29年）11月1日現在の世帯数と人口は以下の通りである。
| 町丁字 | 世帯数  | 人口    |
| ------ | ------- | ------- |
| 鶴舞   | 517世帯 | 1,116人 |

## 通学区域
市立小学校・市立中学校及び県立高等学校の通学区域は以下の通りである。
| 町丁字 | 番地 | 小学校             | 中学校             |
| ------ | ---- | ------------------ | ------------------ |
| 鶴舞   | 一部 | 市原市立内田小学校 | 市原市立南総中学校 |
| 鶴舞   | 一部 | 市原市立鶴舞小学校 | 市原市立南総中学校 |

## 施設
- 旧・千葉県立鶴舞桜が丘高等学校
- 千葉県立市原特別支援学校つるまい風の丘分校
- 市原市立鶴舞小学校
- 鶴舞看護専門学校
- 千葉県循環器病センター
- 市原土木事務所鶴舞出張所
- 鶴舞郵便局
- 鶴舞神社
- 日枝神社
- 西蓮寺
- 千葉県立笠森鶴舞自然公園（県立自然公園）
  - 鶴舞公園

## 交通

### 鉄道
地区の最寄駅は小湊鉄道線の上総鶴舞駅である。ただし駅は本地区ではなく、池和田に所在する。1925年（大正14年）の開業当時の駅名は鶴舞町駅であり、自治体としての鶴舞町が消滅したのち1958年（昭和33年）に上総鶴舞駅に改称した。

### バス
| 系統                  | 経由地       | 行き先         |
| --------------------- | ------------ | -------------- |
| 牛06                  | 鶴舞、平蔵   | 大多喜車庫行   |
| 牛07                  | 鶴舞局       | 鶴舞行き       |
| 茂30、茂45            | 長南営業所   | 茂原駅南口行き |
| 牛04                  | 田尾、湯原   | 里見駅行き     |
| 牛04、 牛06, 07、茂30 | 南総中学校前 | 牛久駅行き     |
| 茂30                  | 池谷田       | 鶴舞駅行き     |

近隣の田尾には市原鶴舞バスターミナルがある。

### 道路
- 千葉県道284号鶴舞牛久線
- 千葉県道171号加茂長南線

近隣の山小川には首都圏中央連絡自動車道（圏央道）の市原鶴舞ICがある。